# چارلز سلیر
چارلز سِـلیر (انگلیسی: Charles Sellier؛ ۹ نوامبر ۱۹۴۳ – ۳۱ ژانویهٔ ۲۰۱۱) تهیه‌کننده تلویزیونی، کارگردان تلویزیونی اهل ایالات متحده آمریکا بود.
از فیلم‌ها یا مجموعه‌های تلویزیونی که وی در آن‌ها نقش داشته‌است، می‌توان به نایت رایدر ۲۰۰۰ اشاره نمود.